# Salacia subicterica
Salacia subicterica är en benvedsväxtart som beskrevs av N. Hallé. Salacia subicterica ingår i släktet Salacia och familjen Celastraceae. Inga underarter finns listade.